# Megarhyssa nortoni
Megarhyssa nortoni là một loài tò vò trong họ Ichneumonidae.